# Kathleen Snavely
Kathleen Snavely (nascida Hayes; 16 de fevereiro de 1902 – 6 de julho de 2015) foi uma supercentenária irlandesa e a pessoa mais velha nascida na Irlanda.

## Biografia
Kathleen Rollins Snavely nasceu em 16 de fevereiro de 1902 em Garraun, perto de Feakle, Condado de Clare, filha de Patrick e Ellen Hayes. Ela emigrou para os Estados Unidos em 1921 para morar com um tio em Syracuse, Nova Iorque.
Ela se casou com Roxie Rollins em 1924, e eles foram casados por 44 anos. Eles criaram o Seneca Dairy, que era um negócio de sucesso e sorveteria popular. Rollins morreu em 1968 e Kathleen casou uma segunda vez com Jesse Snavely em 1970. Jesse morreu em 1988. Ela não teve filhos.
Ela se tornou a pessoa mais velha nascida na Irlanda em 10 de janeiro de 2014 aos 111 anos e 328 dias, quando superou a idade de Katherine Plunket (1820-1932). Ela se tornou a pessoa mais velha da ilha da Irlanda em 26 de março de 2015, aos 113 anos e 38 dias quando superou a idade de Annie Scott (1883-1996). Kathleen morreu em um lar de idosos em Syracuse em 6 de julho de 2015, aos 113 anos e 140 dias.